# Mein Leben & Ich
Mein Leben & Ich ("La mia vita & io") è una sit-com tedesca ideata da Paula A. Roth e prodotta dal 2001 al 2009 da Sony Pictures FFP GmbH. Protagonista della serie è l'attrice Wolke Hegenbarth; altri interpreti principali sono Gottfried Vollmer, Maren Kroymann, Frederik Hunschede, Nora Binder e Sebastian Kroehnert.
La fiction consta di 6 stagioni, per un totale di 74 episodi, della durata di 12 minuti ciascuno. In Germania la serie è stata trasmessa in prima visione dall'emittente televisiva RTL Television: il primo episodio, intitolato Der Einbruch, fu trasmesso in prima visione il 14 settembre 2001; l'ultimo (in due parti), intitolato Auf Leben und Tod, è stato trasmesso in prima visione il 20 dicembre 2009.

## Trama
Le vicende sono incentrate sulle problematiche esistenziali dell'adolescente Alexandra "Alex" Degenhardt, che vive con il padre Hendrik, la madre Anke e il fratello Basti. La sua migliore amica è Nora.

## Episodi
| Stagione         | Puntate | Prima TV Germania | Prima TV Italia |
| ---------------- | ------- | ----------------- | --------------- |
| Prima stagione   | 9       | 2001              | inedita         |
| Seconda stagione | 13      | 2003              | inedita         |
| Terza stagione   | 13      | 2004              | inedita         |
| Quarta stagione  | 13      | 2005              | inedita         |
| Quinta stagione  | 13      | 2006              | inedita         |
| Sesta stagione   | 13      | 2009              | inedita         |

## Premi e nomination (lista parziale)
- 2004: Deutscher Comedypreis a Wolke Hegenbarth come miglior attrice in una serie TV commedia